# ولاخوویتسه (ناحیه زلین)
ولاخوویتسه (به چکی: Vlachovice) یک منطقهٔ مسکونی در جمهوری چک است که در ناحیه زلین واقع شده‌است. ولاخوویتسه ۲۲٫۳۸ کیلومتر مربع مساحت و ۱٬۵۳۰ نفر جمعیت دارد و ۳۳۹ متر بالاتر از سطح دریا واقع شده‌است.